# Wipers
Wipers — американський панк-рок-гурт, створений в 1977 році в Портленді гітаристом Грегом Сейджем. Попри своє андеграундне походження і порівняно невелику популярність, колектив суттєво вплинув на розвиток альтернативного року та гранджу.

## Історія
Засновником гурту є американський музикант Грег Сейдж. В 1977 році він започаткував Wipers в Портленді, штат Орегон, США, як суто студійний проєкт. Сейдж не збирався давати концерти, а лише хотів випустити протягом наступних років більше дюжини платівок. Окрім нього, до першого складу гурту увійшли барабанщик Сем Генрі та бас-гітарист Дейв Коупал. Спочатку Сейдж хотів видати платівку на незалежному лейблі, але врешті решт записав її власними зусиллями. Перший мініальбом Wipers Better Off Dead був виданий на власному лейблі Сейджа в 1978 році. Після цього гурт записав альбом Is This Real? на своїй репетиційній базі на звичайний магнітофон. Сейдж домовився про його випуск та дистриб'юцію із лейблом Park Avenue Records, але для цього йому довелось перезаписати всі композиції в професійній студії. Платівка вийшла в 1980 році й продемонструвала характерні риси гурту: винахідливу гітарну гру Сейджа, зворушливі мелодії та збентежені й розгублені тексти.
Надалі склад Wipers змінився, замість Генрі та Коупала прийшли Бред Девідсон (бас-гітара) та Бред Найш (барабани). Сейдж був розчарований тим, як проходили попередні сесії в студії, і вирішив записувати альбоми гурти самостійно. В 1981 році вийшов лонгплей Wipers Youth of America, а в 1982 році — Over The Edge. Деякі пісні гурту («Romeo», «Over the Edge») навіть потрапили до ротації на американських радіостанціях. Після цього Сейдж вирішив не подовжувати контракт із лейблом Park Avenue. Нова звукозаписна компанія Restless випустила протягом другої половини 1980-х ще декілька альбомів гурту: Land of the Lost (1986), Follow Blind (1987) та The Circle (1988). На цих платівках замість Найша місце за барабанами зайняв Стів Плуф. Після закінчення останнього концертного турне Сейдж оголосив про те, що Wipers перестають існувати. Всі музиканти роз'їхались по різних містах та країнах, а Сейдж зосередився на сольній кар'єрі.
На початку дев'яностих ім'я Wipers почали згадувати у зв'язку зі зростом гранджового руху. Зокрема, Курт Кобейн високо цінував музику Сейджа і навіть запропонував Wipers повернутись на сцену та вирушитит в турне з Nirvana, проте Сейдж чемно відмовився, адже не любив гастролі. В 1993 вийшов триб'ют-альбом 14 Songs for Greg Sage: Wipers Tribute, на якому відзначились Nirvana, Hole, Терстон Мур та інші виконавці, а на лейблі Sub Pop було перевидано дебютну платівку гурту. Сейдж та Плуф все ж повернулись до студійної роботи, та випустили ще три альбоми Wipers: Silver Sail (1993), The Herd (1996) та Power in One (1999). Після цього колектив фактично перестав існувати. У 2001 році було випущено бокс-сет, що складався з трьох перших альбомів Wipers. Сам Сейдж оселився в Аризоні та продовжив займатись продюсуванням альбомів та сольною діяльністю.

## Музичний стиль
Характерна музична манера Wipers сформувалась на перших трьох альбомах гурту з 1980 по 1983 роки. Перші пісні було записано на чотирьохдоріжковий магнітофон без жодних накладань, і надалі Сейдж також віддавав перевагу саме такому, «сирому» звучанню. Ритм-секція, що складалась з бас-гітари та барабанів, підкреслювала шалений вокал Сейджа та звучання його гітари, пропущеної через фузз-бокс. За всіма ознаками музика Wipers була близька до традиційного панк-року, проте стиль гурту був значно менш обмеженим, хоча і зберігав традиційну панківську інтенсивність. Фронтмен гурту відмовлялся від жодних ярликів, що навішували на Wipers, наголошуючи на тому, що «панк-рок» для нього був скоріше не характеристикою звучання, а просто певним історичним періодом.
Тексти пісень Сейджа вражали своєю депресивністю. Він торкався тем самотності, ізоляції та кризи особистості, проте заперечував їхній персональний характер: «Моє життя відрізнялося від деяких моїх пісень, проте я мав до них певне відношення… Вони зображали той час і деякі з моїх футуристичних поглядів». Одним з виключень стала пісня «Potential Suicide» (англ. Потенційне самогубство), в якій описав свої відчуття часів середньої школи.
Сценічні образи музикантів Wipers відрізнялись від більшості тогочасних панківських колективів. Вони не носили звичайні для панків шипи або шпильки, щоб вразити глядачів. Проте виступи Wipers були не менш динамічними та агресивними. «Їхні пісні були схожі на маленькі бомби. Як тільки вони почали грати, всі відразу зрозуміли, що прийшли нові андердоги» — згадував портлендський панк Джеррі Ленг. «Вони були дуже сильним гуртом. Грег [Сейдж] стояв спереду і промовляв один рядок перед кожною піснею, а басист стояв позаду, нерухомо, але це був такий інтенсивний, драйвовий звук» — розповідав Стів Тернер з Mudhoney.
Wipers надихнули безліч панк-рокових, хард-рокових та гранджових колективів. Їхнім найбільш відомим шанувальником був Курт Кобейн, який в 1990 році назвав Wipers єдиним колективом, що вплинув на звучання Nirvana: «Вони є найінноваційнішим панк-рок-гуртом, яка грала „саунд Сіетлу“ на п'ятнадцять років раніше. Ми навчилися всього у Wipers. Вони грали суміш панку та хард-року, коли це ще нікого не хвилювало».

## Склад гурту
| Останній активний склад - Грег Сейдж — вокал, гітара (1977—1989, 1993—1999), бас (1993—1999, тільки в студії) - Стів Плуф — ударні (1985—1988, 1993—1999) | Колишні учасники - Сем Генрі — ударні (1977—1980) (помер у 2022 році) - Дейв Коупал — бас (1977—1981) - Бред Найш — ударні (1981—1985) - Бред Девідсон — бас (1981—1987) - Тревіс Макнабб — ударні (1989, колишній гастрольний учасник) |

## Дискографія
| Студійні альбоми - 1980 — Is This Real? - 1981 — Youth of America - 1983 — Over the Edge - 1986 — Land of the Lost - 1987 — Follow Blind - 1988 — The Circle - 1993 — Silver Sail - 1996 — The Herd - 1999 — Power in One | Концертні альбоми - 1984 — Wipers Tour 84 - 1985 — Wipers Live Мініальбоми - 1978 — Better Off Dead - 1980 — Alien Boy Збірки - 1990 — The Best of Wipers and Greg Sage - 1993 — Complete Rarities '78–'90 - 2001 — Wipers Box Set - 2010 — Out Takes |